# Tabanus flavothorax
Tabanus flavothorax är en tvåvingeart som beskrevs av Ricardo 1911. Tabanus flavothorax ingår i släktet Tabanus och familjen bromsar. Inga underarter finns listade i Catalogue of Life.